# Iwan Bołdin
Iwan Wasiljewicz Bołdin (ros. Иван Васильевич Болдин, (ur. 3 sierpnia?/15 sierpnia 1892 we wsi Wysokaja w guberni penzeńskiej, zm. 28 marca 1965 w Kijowie) – radziecki wojskowy, generał pułkownik od 15 lipca 1944.

## Życiorys
Od 1917 działacz komunistyczny. Uczestnik I wojny światowej. W Armii Czerwonej od 1919. Brał udział w rosyjskiej wojnie domowej po stronie czerwonych, w 1923 dowodząc już pułkiem. W 1936 ukończył Akademię Wojskową im. Michaiła Frunzego. Dowodził różnymi dywizjami piechoty. Awansował w wyniku stalinowskich czystek, zostając najpierw dowódcą korpusu piechoty, a następnie w 1938 dowódcą Kalinińskiego Okręgu Wojskowego. W czasie agresji ZSRR na Polskę w 1939 dowodził Grupą Konno-Zmechanizowaną, działającą w okolicach Wołkowyska, Grodna i Białegostoku. W czerwcu 1940 został zastępcą dowódcy Zachodniego Specjalnego Okręgu Wojskowego.
W czerwcu 1941 został odcięty od głównych sił pod Grodnem, ale po 45 dniach, po przebyciu 600 km zdołał dotrzeć do własnych linii wraz z 1 645 żołnierzami 6 Korpusu Zmechanizowanego. Został dowódcą 19 Armii, a od listopada 1941 do 1945 był dowódcą 50 Armii. W lutym 1945 został zastępcą dowódcy 3 Frontu Ukraińskiego.
Członek KPZR. Po wojnie był jednym z generalnych inspektorów w Ministerstwie Obrony ZSRR.

## Odznaczenia
- Order Lenina – dwukrotnie
- Order Czerwonego Sztandaru – trzykrotnie
- Order Suworowa I klasy
- Order Kutuzowa I klasy
- Order Czerwonej Gwiazdy – dwukrotnie
- Medal „Za obronę Moskwy”
- Medal „Za zwycięstwo nad Niemcami w Wielkiej Wojnie Ojczyźnianej 1941–1945”
- Medal jubileuszowy „XX lat Robotniczo-Chłopskiej Armii Czerwonej”
- Medal jubileuszowy „30 lat Armii Radzieckiej i Floty”
- Medal jubileuszowy „40 lat Sił Zbrojnych ZSRR”
- Medal za Odrę, Nysę, Bałtyk (Polska Ludowa)
- Medal Zwycięstwa i Wolności 1945 (Polska Ludowa)